# کوپلو (کومونه)
کوپلو (به ایتالیایی: Cupello) یک کومونه در ایتالیا است که در استان کییتی واقع شده‌است.

## خصوصیات
کوپلو ۴۸٫۰۲ کیلومترمربع مساحت و ۴٬۶۹۵ نفر جمعیت دارد و ۳۸۰ متر بالاتر از سطح دریا واقع شده‌است.